# Asbjørn
Asbjørn  è un nome proprio di persona norvegese maschile.

## Varianti
- Maschili: Åsbjørn, Esbjørn[1], Espen, Esben[2]
  - Ipocoristici: Bjarne[2]

### Varianti in altre lingue
- Anglosassone: Osbeorn[2]
- Danese: Asbjørn, Esben[2]
  - Ipocoristici: Bjarne, Ebbe[2]
  - Ipocoristici femminili: Ebba[3]
- Norreno: Ásbjǫrn[1][2]
- Inglese: Osborn[2]
  - Ipocoristici: Ozzie, Ozzy, Oz[2]
- Islandese: Ásbjörn[2]
  - Ipocoristici: Bjarni[2]
- Svedese: Asbjörn, Esbjörn[2]
  - Ipocoristici: Bjarne, Ebbe[2]
  - Ipocoristici femminili: Ebba[3]

## Origine e diffusione
Deriva dal nome norreno Ásbjǫrn, composto dagli elementi  áss ("dio") e björn ("orso"); il primo termine si ritrova anche in Åsmund, Astrid, Aslaug, Eskil, Åsa, Ásdís e Ásgeirr, il secondo in Björn e Torbjörn. Il diminutivo femminile danese e svedese Ebba coincide con un raro nome inglese (in inglese antico: Æbbe) di origine ignota, forse l'abbreviazione di qualche altro nome più lungo.
In Inghilterra, durante l'eptarchia anglosassone, oltre al nome imparentato Osbeorn è documentata anche la forma norrena, mentre con la conquista venne introdotto il normanno Osbern. La moderna forma inglese è Osborn, in parte ripresa dal cognome che era derivato dal nome stesso insieme con le varianti Osborne e Osbourne.

## Onomastico
Il nome non è portato da alcun santo, quindi è adespota, e l'onomastico ricade il 1º novembre, per Ognissanti.

## Persone

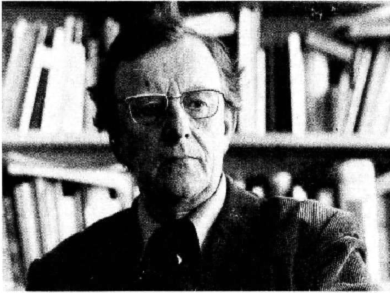
Asbjørn Aarnes

- Asbjørn Aamodt, calciatore norvegese
- Asbjørn Aarnes, storico norvegese
- Asbjørn Helgeland, calciatore e dirigente sportivo norvegese
- Asbjørn Ruud, saltatore con gli sci norvegese

### Variante Espen

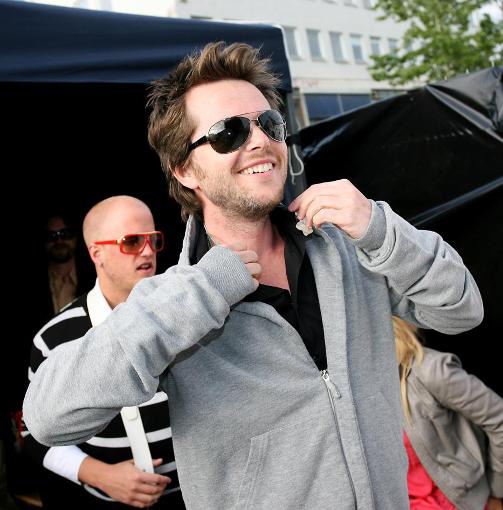
Espen Lind

- Espen Børufsen, calciatore norvegese
- Espen Haug, allenatore di calcio e calciatore norvegese
- Espen Hoff, calciatore norvegese
- Espen Johnsen, calciatore norvegese
- Espen Lind, cantautore e produttore discografico norvegese
- Espen Nystuen, calciatore, allenatore di calcio e dirigente sportivo norvegese

### Altre varianti maschili
- Osbourne Fleming, politico anguillano
- Osborne Reynolds, fisico e ingegnere britannico
- Ebbe Sand, calciatore danese
- Esbjörn Svensson, pianista svedese

### Variante femminile Ebba
- Ebba Andersson, fondista svedese

Ebba Brahe

- Ebba Årsjö, sciatrice alpina svedese
- Ebba Brahe, nobile svedese
- Ebba Busch, politica svedese
- Ebba Holm, pittrice e incisora danese
- Ebba Jungmark, altista svedese
- Ebba Sparre, nobildonna svedese